# Pomoy
Pomoy är en kommun i departementet Haute-Saône i regionen Bourgogne-Franche-Comté i östra Frankrike. Kommunen ligger i kantonen Lure-Nord som tillhör arrondissementet Lure. År 2022 hade Pomoy 198 invånare.

## Befolkningsutveckling
Antalet invånare i kommunen Pomoy
| Referens: INSEE |